# Thomas Bowers
Thomas J. Bowers, detto Tom (1959), è un ex sciatore alpino statunitense.

## Biografia
Specialista della discesa libera, Bowers fece parte della nazionale statunitense dal 1982 al 1987; nella stagione 1981-1982 in Nor-Am Cup vinse la classifica di specialità e gareggiò anche in Coppa del Mondo, senza ottenere piazzamenti di rilievo. Non prese parte a rassegne olimpiche né ottenne piazzamenti ai Campionati mondiali.

## Palmarès

### Nor-Am Cup
- Vincitore della classifica di discesa libera nel 1982[senza fonte]